# Kurnikova hiša
Kurnikova hiša je rojstna hiša tržiškega pesnika Vojteha Kurnika (1826–1886), ki danes služi kot etnološki muzej. Stoji na levem bregu Tržiške Bistrice v mestnem jedru Tržiča. V pritličju je v ambientni muzejski postavitvi predstavljena bivalna kultura Tržičanov v drugi polovici 19. stoletja in prvi polovici 20. stoletja. Ena od pritličnih sob je namenjena Vojtehu Kurniku in prikazuje njegovo življenje ter literarno delo, v zgornjem nadstropju pa so tri sobe namenjene občasnim razstavam (predvsem tistim, ki predstavljajo lokalno dediščino). Vsako leto 12. marca je na ogled razstava, posvečena praznovanju gregorjevega.
Stavba, s katero sedaj upravlja Tržiški muzej, je bila dom več generacij kolarjev in nazadnje šivilje Marije Kurnik (pranečakinje Vojteha Kurnika). Po domače so hiši rekli P'r Rôdarj' (Pri Rodarju). Zgrajena je bila ob koncu 18. stoletja, obnovljena pa po požaru, ki je leta 1811 uničil del Tržiča.

## Zunanjost
Po gradbeni zasnovi stavbo lahko opišemo kot vrhkletno ob breg prislonjeno enonadstropno  delno zidano hišo z gankom in ohranjenima črnima kuhinjama v pritličju in nadstropju. Zidani kletni in pritlični del sta ometana in pobeljena, medtem ko je leseno nadstropje zgrajeno iz kladne konstrukcije brun in delno opasano z lesenim gankom. Streho lahko opišemo kot neenotna dvokapnica z enim čopom. Na njej so sušilne odprtine, ki so bile namenjene sušenju nogavic. Stavba je ena redkih, ki ima streho pokrito s kratkimi skodlami, imenovanimi »šinklni« (to je bilo včasih značilno za večji del Gorenjske). Majhna okna so obzidana z zelenimi kamnitimi okvirji iz peraškega kamna. Sušilne odprtine in okna so majhni zato, da hiša izgubi čim manj toplote. Za hišo je gánk'l – manjši ograjeni vrt. V zunanji vogal hiše (levo od vhodnih vrat) je vstavljeno portretno poprsje Vojteha Kurnika, katerega avtor je priznani tržiški rezbar Vinko Ribnikar.

## Notranjost
V hiši je predstavljeno, kako so ljudje živeli ob koncu 19. in v prvi polovici 20. stoletja. Hišo sestavljajo črna in bela kuhinja, kamra, majhna izba (»štibelc«) ter dnevni prostor (imenovan »hiša«). V kamri je predstavljena hišna oprema, v izbi je urejena spominska soba, v črni kuhinji je orodje, ki so ga ljudje uporabljali pri peki kruha, v beli kuhinji pa so različne posode in pripomočki za kuhanje. V osrednjem, dnevnem prostoru (»hiša«) so ljudje preživljali največ časa, v njem so delali, se družili, jedli, praznovali, temu pa je bila prilagojena tudi hišna oprema.

## Arhitekturne značilnosti
Stavba je tipična ljudska arhitektura iz 18. stol., v zasnovi in zunanji obliki še povsem kmečka arhitektura, ki pa se je zaradi specifičnih potreb postopoma spreminjala v skromno meščansko hišo. Dozidava posebnega zunanjega stopnišča, uporaba običajno slabo izrabljene zgornje etaže in še predelitev kasnejše zgornje črne kuhinje so prvotno enodružinsko kmečko hišo spremenili v štiridružinsko, verjetno najemniško stavbo tržiških delavcev. Dobro ohranjena celota in detajli tako specifične zgradbe, ki pomeni zvezni člen med kmečko in meščansko arhitekturo, ter dejstvo, da je bila rojstni dom ljudskega pesnika, jo postavljajo na mesto enega slovenskih najpomembnejših spomenikov ljudske arhitekture. V kleti so tudi sledovi arhitekture 17. stol. – grebenasti obok.

## Lastništvo
Hišo, kakršno vidimo danes, so postavili na temeljih stavbe, ki je pogorela v požaru leta 1689. Pred Kurniki so bili njeni lastniki predniki nogavičarja Valentina Kališnika.
Na začetku 19. stoletja je prešla v last družine kolarjev Kurnikov, po domače Rodarjev. V njihovi lasti je bila do leta 1967, ko jo je zadnja lastnica, Marija Kurnik (po domače Mici Kurnik), znana tržiška šivilja, zapustila Tržiškemu muzeju. Prenos lastništva se je začel že leta 1964 s pogodbo, ki sta jo 5. septembra podpisala Josip Rakovec (v imenu Tržiškega muzeja) in Marija Kurnik. Muzeju je hotela zapustiti hišo in njen inventar. V 1. členu pogodbe je bilo zapisano, da se stavba muzeju preda z namenom, »da se hiša ohrani kot kulturni spomenik Tržiča in v njej uredijo oddelki Tržiškega muzeja, kot so zgodovina nogavičarstva v Tržiču, zgodovina kolarstva v Tržiču itd. in še posebej, da se v njej uredi memorialni muzej ljudskega pesnika Vojteha Kurnika« (arhiv Tržiškega muzeja, arhivska škatla Mici Kurnik).
Leto pozneje, 20. decembra 1965, je bila sestavljena izjava o privolitvi v zemljiškoknjižno preknjižbo. Nastali so zapleti, ker je bil leta 1935 izdan sklep, da Neža Kurnik (mati Marije Kurnik) hišo zapušča svoji hčeri, a se ob hčerini smrti odda »v korist Župne cerkve Marijinega Oznanjenja v Tržiču« (arhiv Tržiškega muzeja, arhivska škatla Mici Kurnik). Zaplet z dedovanjem je bil rešen predvsem po zaslugi Josipa Rakovca, ki je dosegel, da je Občinsko sodišče Kranj na podlagi vnovično podpisane pogodbe z dne 25. januarja 1966 in dogovora z župnikom tržiške župne cerkve hišo vknjižilo na Tržiški muzej (arhiv Tržiškega muzeja, arhivska škatla Mici Kurnik).